# Train d'enfer (film, 1957)
Pour les articles homonymes, voir Train d'enfer.
Pour plus de détails, voir Fiche technique et Distribution.
Train d'enfer (Hell Drivers) est un film britannique réalisé par Cy Endfield, sorti en 1957.

## Synopsis
À sa sortie de prison, Joe "Tom" Yateley veut se ranger et trouve un emploi de chauffeur de camions pour transporter du ballast. L'entreprise aux mœurs un peu particulières Hawlett Trucking impose à ses chauffeurs, payés principalement au nombre de transports effectués, une conduite périlleuse, où toutes les violations du code de la route sont implicitement encouragées.
Confronté à la compétition interne entre chauffeurs, Tom Yateley s'obstine à détrôner le meilleur d'entre eux, "Red", aidé par son ami et collègue Gino, un  ancien prisonnier de guerre italien installé en Angleterre.

## Fiche technique
- Titre original : Hell Drivers
- Titre français : Train d'enfer
- Réalisation : Cy Endfield
- Scénario : Cy Endfield et John Kruse d'après sa nouvelle
- Décors : Ernest Archer
- Maquillage : W.T. Partleton
- Image : Geoffrey Unsworth
- Son : Bill Daniels et Robert T. MacPhee
- Montage : John D. Guthridge
- Production : Benjamin Fisz
- Société de production : The Rank Organisation
- Format : Noir et blanc - 35 mm - 1,37:1 - Son mono
- Durée : 108 minutes

## Distribution
- Stanley Baker : Tom Yately
- Peggy Cummins : Lucy, la secrétaire de Hawlett Trucking
- Patrick McGoohan : C. "Red" Redman, chauffeur n°1
- Herbert Lom : Emanuelo "Gino" Rossi, chauffeur n°3
- William Hartnell : Cartley, le directeur de Hawlett Manager
- Wilfrid Lawson : Ed, le mécanicien
- Sid James : Dusty, chauffeur
- Jill Ireland : Jill, la serveuse du Pull Inn
- Alfie Bass : Tinker, chauffeur
- Gordon Jackson : Scottie
- David McCallum : Jimmy Yately, le frère de Tom
- Sean Connery : Johnny Kates, chauffeur
- Wensley Pithey : Pop, chauffeur n°4
- George Murcell : Tub, chauffeur
- Marjorie Rhodes : Ma West, propriétaire de la pension
- Beatrice Varley : Mrs. Yately, la mère de Tom

## Analyse
Train d'enfer est un film réaliste, sur la dureté de la condition sociale de ces employés, intégré dans un film d'action efficace.
Les séquences rythmées de conduite traitent métaphoriquement des relations de Tom à la société et à ses collègues. D'abord humble et solitaire, en quête de rachat, lorsqu'il est mis à l'essai, le personnage de Stanley Baker bascule dans un défi d'abord intérieur (prouver qu'il mérite sa situation, pourtant peu envieuse), puis vis-à-vis de ses collègues (prouver qu'il est le meilleur d'entre eux) par les véritables courses-poursuite, pour aboutir à un duel avec Red, figure brutale et caricaturale de l'employé aliéné par son travail, dont on apprendra par la suite qu'il est mêlé aux manipulations de Hawlett Trucking. La pression exercée par le patron machiavélique façonne cet antagonisme entre chauffeurs qui se substitue petit à petit à la camaraderie ouvrière, antagonisme cristallisé par les deux « fortes têtes » du groupe, Tom et Red.
Cependant, si le film porte ce propos politique avec une certaine violence de mise en scène, le scénario ne se défait pas d'un certain académisme, notamment avec son intrigue amoureuse convenue (Tom reçoit les avances de Lucy dont est profondément épris son meilleur ami), de ses « coups de théâtre » attendus (la mort du fidèle Gino) ou de son final frustrant. Il fait également preuve d'une relative simplicité d'écriture des personnages (Red le « fou », Gino le « sensible », Cartley le « véreux lâche » et les brusques changements d'attitude de Tom).

## Autour du film
- Cy Endfield, le réalisateur américain de ce film britannique, a fui son pays natal à la suite de dénonciations maccarthistes.
- On trouve dans Train d'enfer beaucoup d'acteurs ayant acquis par la suite une certaine renommée, au premier rang desquels Sean Connery, dans un rôle aux antipodes de l'élégant James Bond, mais aussi Stanley Baker, Patrick McGoohan, Herbert Lom, Jill Ireland et David McCallum à ses débuts.